# Ориниеми
Ориниеми (фин. Oriniemi) — один из районов города Турку, входящий в территориальный округ Хирвенсало-Какскерта.

## Географическое положение
Район расположен в юго-западной части острова Хирвенсало, выходя к побережью Архипелагового моря и гранича с районом Сатава. В состав района входит также небольшой остров Непо.

## Население
Район является одним из слабозаселённых. В 2004 году численность населения района составляла 161 человек, из которых дети моложе 15 лет — 16,15 %, а старше 65 лет — 11,18 %. Финским языком в качестве родного владели 95,03 %, шведским — 4,97 % населения района.